# Кошковце
Кошковце (словац. Koškovce) — село и одноимённая община в районе Гуменне Прешовского края Словакии. В письменных источниках начинает упоминаться с 1543 года.

## География
Село расположено в юго-восточной части края, в южной части Низких Бескид, на правом берегу реки Лаборец, при автодороге 559. Абсолютная высота — 187 метров над уровнем моря. Площадь муниципалитета составляет 11,71 км².

## Население
| Год:                | 1994 | 2004    | 2014    | 2024     |
| ------------------- | ---- | ------- | ------- | -------- |
| Количество человек: | 603  | 622     | 609     | 528      |
| Разница:            |      | +3,15 % | −2,09 % | −13,30 % |

По данным последней официальной переписи 2011 года, численность населения Кошковце составляла 610 человек.